# بردگوری دهنو
بردگوری دهنو مربوط به دوره هخامنشی -دوره سلوکیان است و در شهرستان اردل، بخش میانکوه، روستای دهنو واقع شده و این اثر در تاریخ ۸ مرداد ۱۳۸۱ با شمارهٔ ثبت ۵۹۹۲ به‌عنوان یکی از آثار ملی ایران به ثبت رسیده است.